# 日本水難救濟會
日本水難救濟會（日语：／），是日本近代史上悠久的組織，並在各地建設地方水難救助隊，如船難或是溺水，主要施行為表彰制度及補償，名譽總裁為憲仁親王妃久子，會長為相原力。

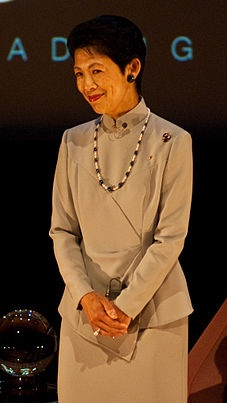
日本水難救濟會名譽總裁憲仁親王妃久子

## 法人概要
- 名譽總裁：憲仁親王妃久子
- 會長：相原力（第34代海上保安廳長官（日语：海上保安庁長官））
- 住所：〒102-0083 東京都千代田區麴町4丁目5番地 海事中心大廈7樓

## 沿革
- 1889年11月3日成立為大日本帝國水難救濟會（日语：大日本帝国水難救済会）。
- 1904年稱為帝國水難救濟會（日语：帝国水難救済会）。
- 1949年再更名為日本水難救濟會。
- 2011年改組為公益社團法人。

## 外部連結
- 公益社團法人日本水難救濟會 （页面存档备份，存于）